# Gonodonta soror
Gonodonta soror är en fjärilsart som beskrevs av Stoll 1780. Gonodonta soror ingår i släktet Gonodonta och familjen nattflyn. Inga underarter finns listade i Catalogue of Life.

## Bildgalleri

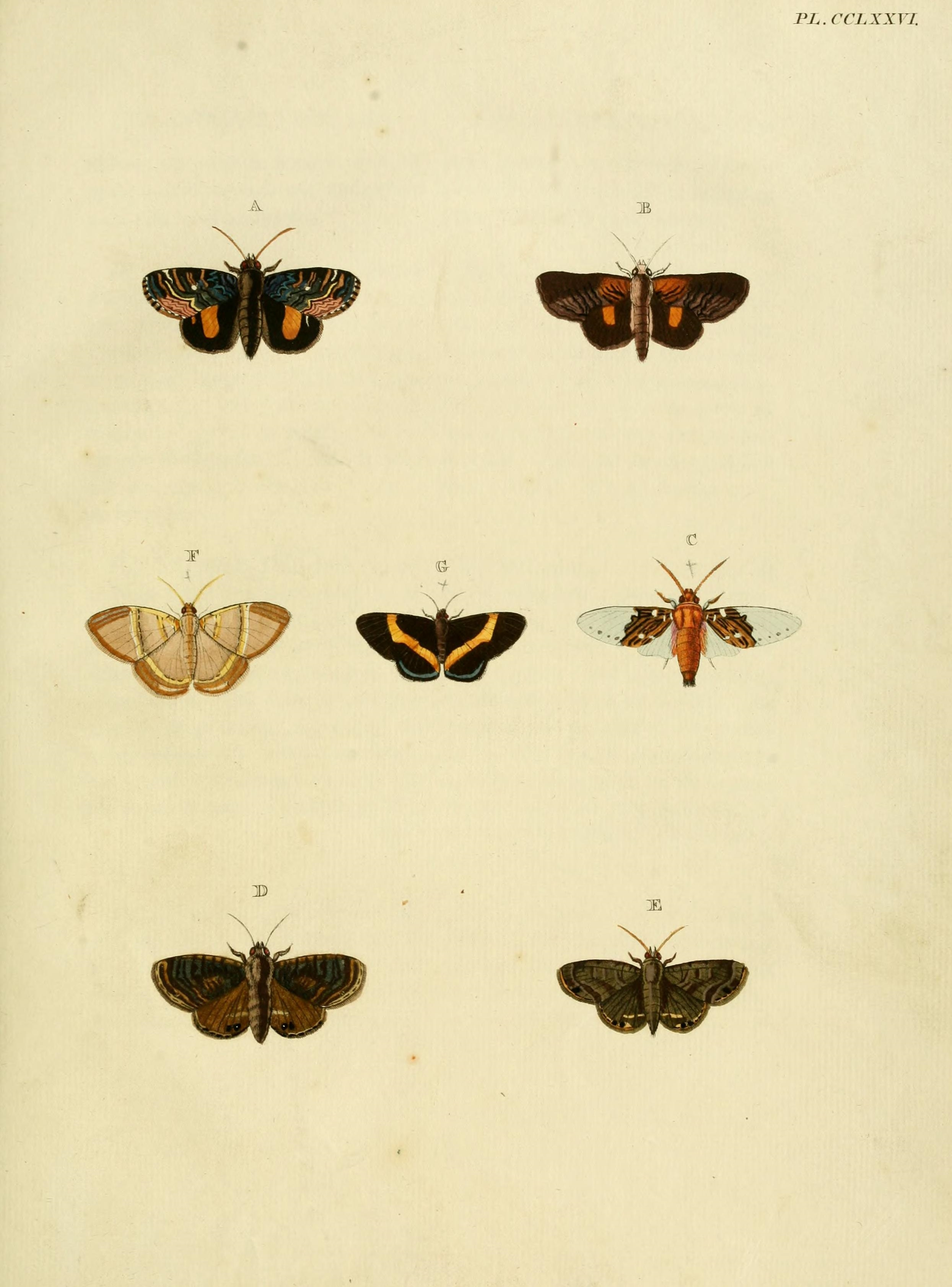